# Comuna Băbana, Argeș
Băbana este o comună în județul Argeș, Muntenia, România, formată din satele Băbana (reședința), Băjănești, Ciobănești, Cotmenița, Groși, Lupueni și Slătioarele. Distanța până la Pitești este de 11 km.   Vecinii comunei  sunt: Bascov  și Drăganu la est,  Cocu la vest, Poiana Lacului și  Moșoaia la sud , iar Piteștiul , reședința județului , la sud-est  .

## Așezare
Comuna se află în zona central-vestică a județului, în Podișul Cotmeana (subdiviziune a Podișului Getic), pe dealurile de pe malul stâng al râului Cotmeana, în zona cursului superior al râului Bascov și al râului Teleorman. Comuna este străbătută de șoseaua județeană DJ731B, care duce spre nord la Cotmeana și spre sud la Poiana Lacului. La Băbana, acest drum se intersectează cu DJ703E, care duce spre vest la Cocu și Uda, și spre est la Moșoaia și Pitești (unde se termină în DN67B). Din acest drum, la Lupueni se ramifică șoseaua județeană DJ703D, care duce spre nord-est la Bascov (unde se termină în DN7).

## Demografie
Componența etnică a comunei Băbana
     Români (97,19%)
     Necunoscut (2,8%)
     Altă etnie (0%)
Componența confesională a comunei Băbana
     Ortodocși (95,99%)
     Necunoscută (2,83%)
     Altă religie (1,17%)
În ultimii cincizeci de ani s-a înregistrat un regres în ceea ce privește populația comunei.  Dacă în anul 1970 locuitorii erau în număr de 3 348 persoane, conform recensământului efectuat în 2011, populația comunei Băbana se ridică la 2.820 de locuitori, în scădere față de recensământul anterior din 2002, când se înregistraseră 2.829 de locuitori. Densitatea în perioada 2002-2011 este de asemenea în scădere, 72  loc/km2 , respectiv 69,8 loc/km2 .
Majoritatea locuitorilor sunt români (97,2%). Pentru 2,8% din populație, apartenența etnică nu este cunoscută.. Din punct de vedere confesional, majoritatea locuitorilor sunt ortodocși (95,99%). Pentru 2,84% din populație, nu este cunoscută apartenența confesională.

## Satele componente și identitatea lor locală

### Băbana
Comuna rurală (n.a. denumirea de atunci a celei mai mici unități administrative condusă de un primar)  Băbana, la sfârșitul secolului al XIX-lea cuprindea și  satul Băbana, aflat pe pârâul Cotmenița, acesta fiind reședința. 45 de familii totalizau 275 de locuitori. 
În ceea ce privește toponimia, majoritatea cercetătorilor sunt de părere că ar proveni de la apelativul babă și sufixul –eană. În sprijinul acestei afirmații vine și folclorul local care a păstrat amintirea unei femei în vârstă,  Baba Ana, care trecând Carpații s-a așezat aici cu o mare turmă de oi . 
O altă opinie este că marea întindere a satului ar fi la baza denumirii sale, provenind de la cuvântul baban, adică  mare .

### Băjenești
În urmă cu câteva sute de ani, oamenii se aflau uneori în situația de a-și părăsi locuințele ca urmare a invaziilor sau a problemelor de ordin social. Se spunea despre ei că băjeneau . Denumirea satului este în acest caz  un toponim social. 

### Ciobănești
Una dintre ocupațiile principale ale sătenilor a fost cea a creșterii animalelor, în cazul acesta a oilor, de unde și  numele  topic colectiv  care a dus la numele satului . 

### Cotmenița
Satul își trage numele din substantivul Cotmeana în apropiere existând atât râul Cotmeana, afluent al râului Vedea, cât și comuna Cotmeana.

### Groși
La sfârșitul sec. al XIX-lea, satul Groși făcea parte din comuna rurală cu același nume, aflată în plasa Pitești. Populația număra 36 de familii de moșneni, adică de țărani liberi , moștenitori ai unor proprietăți de pământ pe care le exploatau în comun ca urmași ai aceluiași străbun. Reședința primăriei se afla aici. Biserica cu hramul Cuvioasa Parascheva deservită de 1 preot și un cântăreț ofereau serviciul liturgic. Distinct: o redută a Imperialilor din timpul războaielor  sec. al- XIX-lea se găsea în proximitatea satului.
În ceea ce privește toponimia,  profesorul  Grigore Constantinescu consideră  că este un toponim psihologic, cu referire la nota distinctivă a fizionomiei locuitorilor.

### Lupuieni
La începutul secolului XX, Lupuieni era un sat care făcea parte din județul Argeș, plasa Pitești, ca subdiviziune a comunei rurale Groși, numărând doar 23 de familii. Denumirea satului este un toponim colectiv derivat de la apelativul lup.

### Slătioarele
Mănăstirea Trivale a consemnat pentru prima oară denumirea acestui sat în acte, întrucât moșia Slătioarele făcea parte din averea mănăstirii respective.
Lunca satului dispune de un lac sărat, sarea fiind prezentă în toată așezarea, de unde denumirea localității. Etimologic, numele  provine din limba slavonă unde slam înseamnă sare, iar tină, pământ, adică pământ sărat. 
Această zonă era vizitată de români veniți de la mari distanțe în căutarea mineralului natural, nelipsit din gospodării.
Pe cale orală s-a transmis din generație în generație că  Slatina, actuala reședință a județului Olt își are  aici obârșia. Cătunele Zidărești  unde trăiau numeroase familii care practicau zidăria, Piscul Comana și Piscul Bădești  formate din români săraci, împroprietăriți abia cu ocazia reformei din 1864, făceau parte din sat. Slătioarele era comună rurală  la începutul secolului XX, situată în județul Argeș, aparținând de plasa Pitești și formată din satele: Băjenești, Lungeni, Piscul-Lungeni, Metoful, Slătioarele și Zidărești.  Rețeaua hidrografică era formată din Teleorman, care izvorăște chiar din sat și Cătina.  Populația totală număra  la vremea respectivă  828 de personae.   Comuna avea o  școală și o biserică, aflată în satul reședință , cu hramul Cuvioasa Paraschiva.  Bugetul comunei pe anul 1901 a fost de 1296 lei, 42 bani venituri  și 1082 lei, 98 bani cheltueli.  Sătenii creșteau  animale, dintre care: 384 boi și vaci, 13 cai, 243 oi, 11 capre și 175 râmători (porci). În anul 1931 are loc o altă reformă administrativă, ocazie cu care Slătioarele nu mai este comună . 

## Climă, floră, faună
Cu temperaturi medii anuale de  7-10 C⁰ și variații ale precipitațiilor de  70-1 000 mm2 , comuna Băbana se află  în centrul  Depresiunii Getice,   în zona climei continentale de deal. Flora și fauna sunt  foarte divers reprezentate.  Pe suprafața comunei găsim  pășuni alpine și păduri de foioase .  Specific, pădurea de gorun Băbana.
Din cele 386 de specii de păsări inventariate de Societatea Ornitologică Română (www.pasaridinromania.ro)  în comuna Băbana se întâlnesc  95 de specii, majoritatea,  74, cuibărind în zonă. În multe situații,  legea  le protejează.
Din fauna comunei  mai fac parte mamifere, reptile și amfibieni  .

## Politică și administrație
Comuna Băbana este administrată de un primar și un consiliu local compus din 11 consilieri. Primarul, Vasile Bebe Ivan[*], de la Partidul Național Liberal, este în funcție din 2004. Începând cu alegerile locale din 2024, consiliul local are următoarea componență pe partide politice:
|  | Partid                          | Consilieri | Componența Consiliului | Componența Consiliului | Componența Consiliului | Componența Consiliului |
|  | ------------------------------- | ---------- | ---------------------- | ---------------------- | ---------------------- | ---------------------- |
|  | Partidul Național Liberal       | 4          |                        |                        |                        |                        |
|  | Partidul Social Democrat        | 4          |                        |                        |                        |                        |
|  | Uniunea Salvați România         | 2          |                        |                        |                        |                        |
|  | Alianța pentru Unirea Românilor | 1          |                        |                        |                        |                        |

## Istorie
Cancelaria domnească a voievodului  Alexandru Mircea a emis la 14 ianuarie 1570 un document în care menționează  denumirea veche a comunei, Poncești, și întărește dreptul de stăpânire a unor români asupra  proprietăților moștenite sau cumpărate în localitate.  
La sfârșitul secolului al XIX-lea, comuna făcea parte din plasa Pitești a județului Argeș și era formată din satele Băbana, Băncilești, Bascovu, Crângu Rău și Pleșești, având în total 587 de locuitori. Existau în comună două biserici și o școală primară rurală. La acea vreme, pe teritoriul actual al comunei mai funcționau în aceeași plasă și comunele Groși și Slătioarele. Prima, cu satele Groși, Lupueni, Manolești, Negulești, Piscu Radului și Valea Caprei, avea 854 de locuitori, două biserici și o școală primară rurală. Comuna Slătioarele cu satele Băjenești, Lungeni, Piscu-Lungeni, Metofu, Slătioarele și Zidărești, cu 828 de locuitori, o școală și o biserică la Slătioarele.
Anuarul Socec din 1925 consemnează comasarea comunelor Bălana și Groși sub numele de Groși, comună ce avea reședința în satul Bălana, și o populație de 1758 de locuitori în satele Bălana, Cotmenița, Groși, Gura Văii, Linia Mare, Lupueni, Manolești, Piscu Radului, Pleșești și Spirești-Negulești și în cătunele Enăchești și Oprești. Comuna Slătioarele avea 885 de locuitori în satele Băjeneștii Mari, Ciobănești, Slătioarele și Metofu. Ambele comune făceau parte din plasa Uda a aceluiași județ. În 1931, și comuna Slătioarele a fost desființată și comasată cu comuna Groși, comuna rezultată, revenită la denumirea de Băbana, având în compunere satele Băbana, Băjeneștii Mari, Băjeneștii Mici, Bogdanu, Cotmenița, Enăchești, Ciobănești, Gura Văii, Klm. 6+900–7+200, Klm. 7+200–9, Linia Mare, Lupueni, Manolești-Valea Caprei, Metofu, Oprești, Pleșești, Slătioarele și Spirești-Negulești.
În 1950, comuna a fost arondată raionului Pitești din regiunea Argeș. În 1968, a revenit la județul Argeș, în alcătuirea actuală.

## Învățământ, cultură

### Școala
Nu se cunoaște anul dării în funcțiune a primei școli, dar se știe că a fost în satul Cotmenița și că a fost folosită până la sfârșitul sec.XIX, fiind urmată de o altă construcție mărită între 1953-1956 cu încă 4 săli de clasă.
Numărul elevilor a crescut, ca și numărul școlilor dotate corespunzător,  după al doilea război mondial.  Cei 617 elevi ai comunei Băbana dispuneau  în anul școlar 1968-1969 de cinci școli și două grădinițe.  A crescut și durata studiilor de la  7 clase în anul 1953, la  10 clase în anul 1984. 
Specifică pentru elevii României în perioada comunistă a fost practica agricolă, în mediul rural înregistrându-se exagerări în ceea ce privește normele pentru timpul alocat și cantitatea de produse agricole recoltate.

### Zestrea culturală

#### Generalități
Cotmenița a avut un cămin cultural pentru o perioadă lungă, 1900-1990 în aceeași clădire unde se afla școala.
În ceea ce privește biblioteca publică din comuna Băbana, ea și-a început activitatea într-o casă particulară în anul 1966 cu 1838 volume. Al doilea sediu cu începere din 1970 a fost Sfatul Popular, iar după 1996 se găsește în Consiliul Local, având mai mult de 5000 de unități . 
De-a lungul timpului, manifestările culturale au fost axate pe moștenirea culturală specifică zonei. Cât privește premiile obținute, în anul 1989 Grupul vocal de muzică populară al Căminului Cultural Băbana  a obținut Premiul I și titlul de laureat la ediția a-VII-a a Festivalului Național  Cântarea României . 
După 1990 s-a înregistrat o diversificare în oferta culturală prin organizarea între altele a concursurilor de interpretare și creație Pe aripile poeziei (1992) și Miss Mărțișor  (cu începere din  1992), precum și elogierea personalităților  care s-au stabilit în alte zone,  prin  manifestarea intitulată  Întâlnirea fiilor satului (1995).
Ocaziile cu care locuitorii din Băbana se reunesc  periodic sunt: Ziua Eroilor (de Înălțarea Domnului); 1 Iunie (Ziua Internațională a copilului); Târgul anual de Sfântul Ilie, în perioada zilelor comunei Băbana; Focul lui Sumedru (25 spre 26 octombrie); 1 Decembrie (sărbătoarea națională).

#### Etnografie și folclor
Satele care compun comuna Băbana sunt de tip adunat specifice arealului geografic  în care se află, deal-câmpie, cu arhitectură caracteristică.

##### Casele
În trecut,  locuințele aveau o singură cameră, așa-numita  casă monocelulară, în timp  adăugându-i-se tinda unde se afla vatra liberă, locul în care se gătea. Abia către sfârșitul secolului al XVIII și începutul secolului al-XIX-lea și-au făcut apariția primele case cu două încăperi și o tindă. Cea de-a doua cameră se mai numea  odaia bună , ea fiind păstrată doar pentru musafiri. Gospodăriile mai dispuneau și de cămară sau magazie, care se mai numea și timnic, locul în care se păstrau alimentele, uneori și uneltele .
Ca materiale, inițial s-a folosit lemnul, către sfârșitul sec. al XIX-lea construcțiile s-au făcut  din pământ, iar în secolul următor din cărămidă. Tot secolului XX îi sunt caracteristice  înlocuirea acoperișurilor  din paie cu cele din șiță, uneori din tablă sau țiglă.
Camerele erau mobilate sumar, ca în toată zona Argeș: pat, dulap, lada de zestre și masa cu scăunele cu trei picioare. Femeile țeseau pentru uzul gospodăriei pături și perne, velnițe pentru pereți și coseau șervete.
Cele două sărbători principale ale românilor ortodocși, Paștele (Învierea Domnului) și Crăciunul (Nașterea Domnului) erau așteptate de credincioșii din Băbana cu interiorul văruit și curățenie.  Din viața religioasă nu lipseau icoanele, cele preferate fiind  Fecioara Maria cu pruncul și Sfântul Gheorghe omorând balaurul, așezate pe  peretele de est.

##### Meșteșuguri
O altă preocupare a țăranilor din Băbana, ca din toată România pentru o perioadă lungă, de sute de ani a fost cultivarea cânepei și inului necesare pentru confecționarea îmbrăcăminții  (cămașa, izmenele, ia și poalele). Pentru  ițari, cojoc  și suman se apela la persoane pregătite pentru această îndeletnicire.
Vasele din lemn necesare în toate gospodăriile, pentru confecționarea cărora se cerea multă măiestrie, au prilejuit între anii 1956-2006 obținerea unor premii la concursurile naționale de către creatorii din comuna Băbana. Constantinescu, Grigore .

## Spiritualitate

### Biserica din Băbana
Cel mai vechi an pe care îl avem în legătură cu construcția unei biserici, din lemn,  pe raza comunei Băbana este 1681, în satul Băbana, la  mică distanță de   
biserica  unde se oficiază și astăzi cu  hramul Adormirea Maicii Domnului  construită între 1898-1907, ca urmare a donării pământului necesar  de către I. Dogaru și Marin Ionescu. Construcția s-a ridicat grație sprijinului financiar și muncii locuitorilor. Pictura lăcașului de cult a aparținut lui I. Nedelescu în 1907, iar restaurarea este semnată Dobrescu în 1968. Tot în același an,  s-au executat reparații la acoperiș și fundație. 

### Biserica din Cotmenița
Biserica din lemn, aflată în satul Cotmenița este monument istoric, având codul AG-II-m-A-13624 . Mobilierul care se păstrează este original . 
Ea a fost construită în anul 1828 de Isar, fratele lui Horea, Dumitru Băcilă și Gheorghe Diaconu, veri ai săi, cu toții răsculați în timpul evenimentelor din anul 1784. După asasinarea capilor răscoalei, urmașii lui Horea au trecut munții în Țara Românească și s-au refugiat la Mănăstirea Cotmeana. Ei au primit pământ pe suprafața comunei actuale Băbana. În biserica ridicată de ei, s-au desfășurat slujbe mult timp, dar datorită mutării locuitorilor către o altă parte a satului unde și-au construit un nou lăcaș de cult la începutul sec. al XX-lea, biserica de lemn a  fost abandonată. În jurul ei sunt înmormântați toți urmașii conducătorului răscoalei care s-au stabilit prin vitregia sorții în Argeș la sf. sec. al XVIII-lea .

### Biserica din Slătioarele
Între 1828-1863, în Slătioarele exista o biserică de lemn. Prin strădania zidarilor din sat  s-a construit o alta care are două hramuri: Cuvioasa Paraschiva și Adormirea Maicii Domnului.  Se cunosc numele preotului paroh care a coordonat lucrările, Ion  Postelnicescu Moșoaia și prima pisanie a lăcașului de cult care spune: Această Sfântă Biserică cu Hramul Cuvioasei Paraschiva și Adormirea Maicii Domnului este fondată în anul 1886-1890 prin îndemnul Episcopului de Argeș D. D. Ghenadie în zilele M.S. Regele Carol I și Regina Elisabeta. Catagrafia din 1833 amintește numele celor trei preoți care activau în biserică atunci: Ion Neacșu, Radu duhovnicu, Stan Mihai și un țîrcovnic Tănase Ion.  Cu trecerea timpului a fost nevoie de o reparație între anii 1927-1941, când biserica era deservită de preoții Constantin Popa și  Marin  Popescu-Oarja, iar în anul 1939 a fost întărită cu o subzidire din beton. 
Alte  reparații s-au mai făcut între 1967-1972 când s-a renunțat la  acoperișul din șiță și a fost înlocuită  pictura veche cu lucrarea pictorilor  argeșeni Theodor Petrescu-Tutana și Dumitru Bănică. Locuitorii au ridicat lângă biserică un monument dedicat  atât eroilor căzuți în primul război mondial cât și celor din al doilea război mondial . 

### Biserica din Groși
Construcția bisericii actuale din satul Groși s-a făcut de către localnici între 1883-1890, când preot era Ion Stănescu. Ea are hramurile Cuvioasa Paraschiva și Sfântul Nicolae și prima pictură a fost semnată de  Belizarie Paraschivescu  la 1890. Până în prezent a necesitat reparații și îmbunătățiri în anii 1934, 1943 și 1960, ca și după cutremurul din 1977. De asemenea, a primit o pictură nouă, terminată în anul 1981 și semnată de pictorul Maria Popa sub păstorirea preotului Tudor Gheorghe . 
Viața religioasă pe aceste locuri este cu mult mai veche,  Catagrafia din 1833 prezentând satul Groși cu trei biserici vechi. 

### Biserica din Spirești-Negulești
Biserica  din Spirești-Negulești s-a construit între 1885 și 1893, când, la 19 septembrie a avut loc sfințirea în prezența episcopului  Gherasim Piteșteanul. Această biserică are hramurile Sf. Treimi și Intrării în Biserică a Maicii Domnului.  Se cunosc  numele primilor  preoți, Petre Constantinescu,  Vasile Zamfirescu și Petre Călinescu, care și-au mobilizat enoriașii pentru demolarea unei alte biserici, din lemn și construcția uneia noi. Nu se cunosc numele primilor pictori (1893) . 
Lăcașul de cult a necesitat  o renovare în anul 1967, în timpul preotului  Dumitru Ghițescu. Mai târziu, între 1984-1985, preotul  Gheorghe Tudor  a supravegheat   pictarea din nou a bisericii,  de către pictorul Ipate Sorin din Câmpulung Muscel.  O nouă sfințire s-a petrecut la 12 octombrie 1986 și fost oficiată de P.S. Episcop Arhiereu Calinic Argeșeanul. 
Alte îmbunătățiri aduse sfântului lăcaș: stâlpii din beton pentru construcția folosită la praznice  (1975), lucrări de electricitate, construcția  gardului metalic, înlocuirea șiței cu tablă zincată pentru acoperiș (1981), subzidirea bisericii (1983-1984), refacerea tencuielilor interioare și exterioare, schimbarea pardoselii din altar și înlocuirea stranelor, montarea de lambriu în altar, revopsirea tâmplăriei existente.

## Economie și finanțe
Despre situația economică și financiară a satelor din comuna Băbana avem date de la sfârșitul sec. XIX  când, cei 587 de locuitori aveau un total de 236 de boi și vaci, 25 cai, 140 de oi, 30 de capre și 70 de porci. În aceeași perioadă, 1887/1888, comuna a avut un buget de 1364 lei venituri și 975 de lei cheltuieli . 
Ceva mai târziu, în comună și-au făcut apariția  băncile  populare: Nicolae Vlădescu la  Băbana , care a funcționat  40 de ani până în  1942, activitatea ei fiind continuată  în  Slătioarele  de banca Unirea .  
Conform datelor statistice trimise la București în 1950, Băbana avea o moară mare, “ 30 Decembrie „  cu anexe, situată în satul Groși . 
Actualmente, comuna Băbana dispune de  exploatație de petrol și prelucrarea lemnului .  

## Monumente

### Monumente istorice
În comuna Băbana se află biserica din lemn „Adormirea Maicii Domnului” (datând de la începutul secolului al XIX-lea), monument istoric de arhitectură de interes național, aflată în satul Cotmenița.

### Monumente ale eroilor
Băbana are două monumente ale eroilor: în punctul numit Valea Caprii din satul Băbana  și în Slătioarele. 
Primul se găsește în cimitirul bisericii, este din piatră și cuprinde  numele locuitorilor care nu s-au mai întors din cele două războaie mondiale. A fost ridicat în anul 1984. Cel de-al doilea, se poate vedea în curtea bisericii din Slătioarele și a fost ridicat în 1941 în amintirea Eroilor din comuna Slătioarele morți în războiul pentru întregirea neamului 1916-1918, așa cum citim pe inscripție. Monumentul este din piatră și conservă numele sergenților, caporalilor și soldaților căzut în prima conflagrație mondială.

## Personalități (alfabetic)
- Florin Călinescu este un actor, realizator de emisiuni de televiziune și manager  născut la 29 aprilie 1956 la  Timișoara,  tatăl său fiind originar din satul Groși.  În comuna Băbana și-a petrecut o  parte din copilărie și revine la proprietatea sa atunci când timpul îi permite.
A absolvit Universitatea  Națională de Artă Teatrală și Cinematografică București.  
Filme, selectiv: Lumini și umbre (1981, 1982); Enigmele se explică în zori (1987); Nostradamus și  E pericoloso sporgersi (1994); Băieți buni (serial TV, 2005); Poveste de Cartier.  
A realizat emisiuni de televiziune la posturile: Pro TV (1996-2000; 2005-2008), TELE 7 ABC (2001-2003), TV Sport (2005-2007), Prima TV (2021-   ). 
S-a aflat la conducerea  Teatrului Mic între anii 2000 și 2014. Un an mai târziu a devenit Jurat al emisiunii Românii au talent  până în anul 2021.
Florin Călinescu este Cetățean  de onoare al municipiului Timișoara  din anul 2000
- Ionescu Ion (1915-?) a fost  preot, profesor de religie și de limba română, poet. 
A publicat de-a lungul timpului mai multe cărți, dintre care amintim: Poezii (1996); Începuturile creștinismului românesc daco-roman sec. II-VI, VII  (1998); Pagini de cultură veche creștină românească 2002; Icoane de sfinți slăviți ai Bisericii Țării Românești 2007, ș.a. 
- Ivan V. Vasile.
Este născut în  Băbana la 27  iulie 1961. Cu începere din anul 2004 conduce comuna natală în calitate de primar.
Ivan Vasile (Bebe)  a absolvit Academia de Poliție Alexandru Ioan Cuza  din București, Facultatea de Drept în anul 1997 și Universitatea din  Pitești, Facultatea de Educație Fizică și Sport patru ani mai târziu.  A urmat un master  în drept comunitar (2007).
A practicat sport de performanță fiind Campion național al României la judo-seniori (1989). Bebe Ivan este arbitru de judo și observator federal la Federația română de judo.
A semnat în calitate de coautor, Dicționarul explicativ sportiv  (1996).